# Buch am Wald
Buch am Wald, Buch a.Wald – miejscowość i gmina w Niemczech, w kraju związkowym Bawaria, w rejencji Środkowa Frankonia, w regionie Westmittelfranken, w powiecie Ansbach, wchodzi w skład wspólnoty administracyjnej Schillingsfürst. Leży w paśmie Frankenhöhe, około 18 km na północny zachód od Ansbachu.

## Dzielnice
W skład gminy wchodzą następujące dzielnice:
- Buch am Wald
- Schönbronn
- Gastenfelden
- Traisdorf
- Hagenau
- Morlitzwinden
- Sengelhof
- Schweikartswinden
- Berbersbach
- Gaishof
- Leimbachsmühle
- Froschmühle